# طواف المغرب 2018
طواف المغرب 2018 (بالفرنسية: Tour du Maroc 2018)‏ هو سباق دراجات هوائية، وهو الموسم رقم 31 من السباق، وأقيم خلال الفترة 6 أبريل 2018، وحتى 15 أبريل 2018، وامتدّ لمسافة 1600.8 كيلومتر، وهو أحد سباقات طواف أفريقيا للدراجات 2018، وهو من نوع سباق الدراجات، وهو من نوع سباق الدراجات، وقد شارك في السباق 123 متسابقاً ووصل إلى نهايته 77 متسابقاً.
فاز فيه بالمركز الأول David Rivière ‏، وبالمركز الثاني أليكسي فيرمولين، وبالمركز الثالث نيكوديموس هولر، والفائز حسب ترتيب السرعة Patrik Tybor ‏، والفريق الفائز في ترتيب الفرق Vendée U.

## الفرق
| فريق قاري محترف- ويلير تريستينا-سيل إيطاليا 2018 ‏ فرق قارية (7)- Synergy Baku Cycling Project ‏ - Inteja Dominican Cycling Team ‏ - دوكلا بانسكا بيستريتسا ‏ - مايو سي سي إن برو سايكلنج ‏ - Interpro Cycling Academy ‏ - Sovac (cycling team) ‏ - بايك أيد 2018 ‏ فرق وطنية (3)- فريق المغرب لركوب الدراجات ‏ - فريق روسيا لركوب الدراجات ‏ - فريق تونس لركوب الدراجات‏ فريق دراجات هواة- Kenyan Riders Downunder ‏ فريق نادي الدراجات- Vendée U ‏ |  |
| |  |

## المراحل
| المرحلة   | التاريخ  | الدورة             | type         | المسافة (كم) | الفائز بالمرحلة  | القائد العام     |
| --------- | -------- | ------------------ | ------------ | ------------ | ---------------- | ---------------- |
| المرحلة 1 | 6 أبريل  | الرباط – مكناس     | مرحلة مستوية | 135٫2        | ياكوب ماريكزكو   | ياكوب ماريكزكو   |
| المرحلة 2 | 7 أبريل  | فاس – خنيفرة       | مرحلة مستوية | 158٫1        | Louis Pijourlet ‏ | Louis Pijourlet ‏ |
| المرحلة 3 | 8 أبريل  | بني ملال – مراكش   | مرحلة مستوية | 193٫5        | ياكوب ماريكزكو   | Louis Pijourlet ‏ |
| المرحلة 4 | 9 أبريل  | مراكش – ورزازات    | مرحلة مستوية | 193          | أليكسي فيرمولين  | أليكسي فيرمولين  |
| المرحلة 5 | 10 أبريل | ورزازات – زاكورة   |              | 152          | ياكوب ماريكزكو   | أليكسي فيرمولين  |
| المرحلة 6 | 11 أبريل | تازناخت – تارودانت |              | 203          | Jacob Tipper ‏    | David Rivière ‏   |
| المرحلة 7 | 12 أبريل | تارودانت – أكادير  |              | 117          | ياكوب ماريكزكو   | David Rivière ‏   |
| المرحلة 8 | 13 أبريل | أكادير – الصويرة   |              | 170          | Marco Coledan ‏   | David Rivière ‏   |
| المرحلة 9 | 14 أبريل | عبدة – الجديدة     |              | 151٫5        | ياكوب ماريكزكو   | David Rivière ‏   |

## النتيجة

### مرحلة 1
هي مرحلة مسطحة، أجريت في 6 أبريل 2018، وامتدّت لمسافة 135.2 كيلومتر فاز بالمرحلة ياكوب ماريكزكو، ومتصدر الترتيب العام في نهاية المرحلة ياكوب ماريكزكو.
| التصنيف العام | التصنيف العام     | التصنيف العام   | التصنيف العام              | التصنيف العام     |        |
| الدراج        | الدراج            | البلد           | الفريق                     | الوقت             | السرعة |
| ------------- | ----------------- | --------------- | -------------------------- | ----------------- | ------ |
| 1.            | ياكوب ماريكزكو    | إيطاليا         | ويلير تريستينا-سيل إيطاليا | 2 س 58 دقيقة 42 ث |        |
| 2.            | سفيان هدي         | المغرب          | المغرب                     | + 2 ث             |        |
| 3.            | Meron Teshome ‏    | إرتريا          | Bike Aid                   | + 4 ث             |        |
| 4.            | Patrik Tybor ‏     | سلوفاكيا        | Dukla Banská Bystrica      | + 4 ث             |        |
| 5.            | صلاح الدين مرواني | المغرب          | المغرب                     | + 6 ث             |        |
| 6.            | Javier Valero ‏    | إسبانيا         | Dare Gaviota               | + 7 ث             |        |
| 7.            | Richard Larsén ‏   | السويد          | Tre Berg-PostNord          | + 9 ث             |        |
| 8.            | نيكوديموس هولر    | ألمانيا         | Bike Aid                   | + 10 ث            |        |
| 9.            | Clément Orceau ‏   | فرنسا           | Vendée U                   | + 10 ث            |        |
| 10.           | Jacob Tipper ‏     | المملكة المتحدة | Memil                      | + 10 ث            |        |

### مرحلة 2
هي مرحلة مسطحة، أجريت في 7 أبريل 2018، وامتدّت لمسافة 158.1 كيلومتر فاز بالمرحلة Louis Pijourlet ‏، ومتصدر الترتيب العام في نهاية المرحلة Louis Pijourlet ‏.
| التصنيف العام | التصنيف العام     | التصنيف العام       | التصنيف العام         | التصنيف العام     |        |
| الدراج        | الدراج            | البلد               | الفريق                | الوقت             | السرعة |
| ------------- | ----------------- | ------------------- | --------------------- | ----------------- | ------ |
| 1.            | Louis Pijourlet ‏  | فرنسا               | CR4C Roanne           | 7 س 26 دقيقة 06 ث |        |
| 2.            | أليكسي فيرمولين   | الولايات المتحدة    | لوتو إن إل-جامبو      | + 3 ث             |        |
| 3.            | سفيان هدي         | المغرب              | المغرب                | + 20 ث            |        |
| 4.            | صلاح الدين مرواني | المغرب              | المغرب                | + 26 ث            |        |
| 5.            | Marlon Gaillard ‏  | فرنسا               | Vendée U              | + 26 ث            |        |
| 6.            | Javier Valero ‏    | إسبانيا             | Dare Gaviota          | + 26 ث            |        |
| 7.            | يوسف رجويجوي      | الجزائر             | Sovac-Natura4Ever     | + 27 ث            |        |
| 8.            | دييغو ميلان       | جمهورية الدومينيكان | Inteja-Dominican      | + 28 ث            |        |
| 9.            | Florian Maitre ‏   | فرنسا               |                       |                   |        |
| 10.           | فرانسيسكو مانسبو  | إسبانيا             | Skydive Dubai-Al Ahli | + 30 ث            |        |

### مرحلة 3
هي مرحلة مسطحة، أجريت في 8 أبريل 2018، وامتدّت لمسافة 193.5 كيلومتر فاز بالمرحلة ياكوب ماريكزكو، ومتصدر الترتيب العام في نهاية المرحلة Louis Pijourlet ‏.
| التصنيف العام | التصنيف العام     | التصنيف العام       | التصنيف العام     | التصنيف العام      |        |
| الدراج        | الدراج            | البلد               | الفريق            | الوقت              | السرعة |
| ------------- | ----------------- | ------------------- | ----------------- | ------------------ | ------ |
| 1.            | Louis Pijourlet ‏  | فرنسا               | CR4C Roanne       | 11 س 50 دقيقة 03 ث |        |
| 2.            | أليكسي فيرمولين   | الولايات المتحدة    | لوتو إن إل-جامبو  | + 3 ث              |        |
| 3.            | سفيان هدي         | المغرب              | المغرب            | + 20 ث             |        |
| 4.            | صلاح الدين مرواني | المغرب              | المغرب            | + 26 ث             |        |
| 5.            | Marlon Gaillard ‏  | فرنسا               | Vendée U          | + 26 ث             |        |
| 6.            | Javier Valero ‏    | إسبانيا             | Dare Gaviota      | + 26 ث             |        |
| 7.            | يوسف رجويجوي      | الجزائر             | Sovac-Natura4Ever | + 27 ث             |        |
| 8.            | دييغو ميلان       | جمهورية الدومينيكان | Inteja-Dominican  | + 28 ث             |        |
| 9.            | Florian Maitre ‏   | فرنسا               |                   |                    |        |
| 10.           | نيكوديموس هولر    | ألمانيا             | Bike Aid          | + 30 ث             |        |

### مرحلة 4
هي مرحلة مسطحة، أجريت في 9 أبريل 2018، وامتدّت لمسافة 193 كيلومتر فاز بالمرحلة أليكسي فيرمولين، ومتصدر الترتيب العام في نهاية المرحلة أليكسي فيرمولين.
| التصنيف العام | التصنيف العام     | التصنيف العام       | التصنيف العام                | التصنيف العام      |        |
| الدراج        | الدراج            | البلد               | الفريق                       | الوقت              | السرعة |
| ------------- | ----------------- | ------------------- | ---------------------------- | ------------------ | ------ |
| 1.            | أليكسي فيرمولين   | الولايات المتحدة    | لوتو إن إل-جامبو             | 16 س 29 دقيقة 55 ث |        |
| 2.            | نيكوديموس هولر    | ألمانيا             | Bike Aid                     | + 31 ث             |        |
| 3.            | كيريل بوزدنياكوف  | أذربيجان            | Synergy Baku Cycling Project | + 34 ث             |        |
| 4.            | Marlon Gaillard ‏  | فرنسا               | Vendée U                     | + 37 ث             |        |
| 5.            | فرانسيسكو مانسبو  | إسبانيا             | Skydive Dubai-Al Ahli        | + 39 ث             |        |
| 6.            | Louis Pijourlet ‏  | فرنسا               | CR4C Roanne                  | + 47 ث             |        |
| 7.            | Jokin Etxabe ‏     | إسبانيا             | Interpro Stradalli           | + 1 دقيقة 00 ث     |        |
| 8.            | سفيان هدي         | المغرب              | المغرب                       | + 2 دقيقة 19 ث     |        |
| 9.            | صلاح الدين مرواني | المغرب              | المغرب                       | + 2 دقيقة 25 ث     |        |
| 10.           | دييغو ميلان       | جمهورية الدومينيكان | Inteja-Dominican             | + 2 دقيقة 27 ث     |        |

### مرحلة 5
أجريت في 10 أبريل 2018، وامتدّت لمسافة 152 كيلومتر فاز بالمرحلة ياكوب ماريكزكو، ومتصدر الترتيب العام في نهاية المرحلة أليكسي فيرمولين.
| التصنيف العام | التصنيف العام     | التصنيف العام    | التصنيف العام                | التصنيف العام      |        |
| الدراج        | الدراج            | البلد            | الفريق                       | الوقت              | السرعة |
| ------------- | ----------------- | ---------------- | ---------------------------- | ------------------ | ------ |
| 1.            | أليكسي فيرمولين   | الولايات المتحدة | لوتو إن إل-جامبو             | 19 س 56 دقيقة 32 ث |        |
| 2.            | نيكوديموس هولر    | ألمانيا          | Bike Aid                     | + 29 ث             |        |
| 3.            | كيريل بوزدنياكوف  | أذربيجان         | Synergy Baku Cycling Project | + 34 ث             |        |
| 4.            | Marlon Gaillard ‏  | فرنسا            | Vendée U                     | + 37 ث             |        |
| 5.            | فرانسيسكو مانسبو  | إسبانيا          | Skydive Dubai-Al Ahli        | + 39 ث             |        |
| 6.            | Louis Pijourlet ‏  | فرنسا            | CR4C Roanne                  | + 47 ث             |        |
| 7.            | Jokin Etxabe ‏     | إسبانيا          | Interpro Stradalli           | + 1 دقيقة 00 ث     |        |
| 8.            | صلاح الدين مرواني | المغرب           | المغرب                       | + 2 دقيقة 19 ث     |        |
| 9.            | سفيان هدي         | المغرب           | المغرب                       | + 2 دقيقة 19 ث     |        |
| 10.           | Florian Maitre ‏   | فرنسا            |                              |                    |        |

### مرحلة 6
أجريت في 11 أبريل 2018، وامتدّت لمسافة 203 كيلومتر فاز بالمرحلة Jacob Tipper ‏، ومتصدر الترتيب العام في نهاية المرحلة David Rivière ‏.
| التصنيف العام | التصنيف العام     | التصنيف العام    | التصنيف العام                | التصنيف العام      |        |
| الدراج        | الدراج            | البلد            | الفريق                       | الوقت              | السرعة |
| ------------- | ----------------- | ---------------- | ---------------------------- | ------------------ | ------ |
| 1.            | David Rivière ‏    | فرنسا            | Vendée U                     | 25 س 43 دقيقة 24 ث |        |
| 2.            | أليكسي فيرمولين   | الولايات المتحدة | لوتو إن إل-جامبو             | + 7 ث              |        |
| 3.            | نيكوديموس هولر    | ألمانيا          | Bike Aid                     | + 34 ث             |        |
| 4.            | Marlon Gaillard ‏  | فرنسا            | Vendée U                     | + 41 ث             |        |
| 5.            | كيريل بوزدنياكوف  | أذربيجان         | Synergy Baku Cycling Project | + 41 ث             |        |
| 6.            | فرانسيسكو مانسبو  | إسبانيا          | Skydive Dubai-Al Ahli        | + 46 ث             |        |
| 7.            | Louis Pijourlet ‏  | فرنسا            | CR4C Roanne                  | + 54 ث             |        |
| 8.            | Jokin Etxabe ‏     | إسبانيا          | Interpro Stradalli           | + 1 دقيقة 07 ث     |        |
| 9.            | صلاح الدين مرواني | المغرب           | المغرب                       | + 2 دقيقة 26 ث     |        |
| 10.           | سفيان هدي         | المغرب           | المغرب                       | + 2 دقيقة 26 ث     |        |

### مرحلة 7
أجريت في 12 أبريل 2018، وامتدّت لمسافة 117 كيلومتر فاز بالمرحلة ياكوب ماريكزكو، ومتصدر الترتيب العام في نهاية المرحلة David Rivière ‏.
| التصنيف العام | التصنيف العام     | التصنيف العام    | التصنيف العام                | التصنيف العام      |        |
| الدراج        | الدراج            | البلد            | الفريق                       | الوقت              | السرعة |
| ------------- | ----------------- | ---------------- | ---------------------------- | ------------------ | ------ |
| 1.            | David Rivière ‏    | فرنسا            | Vendée U                     | 28 س 34 دقيقة 36 ث |        |
| 2.            | أليكسي فيرمولين   | الولايات المتحدة | لوتو إن إل-جامبو             | + 7 ث              |        |
| 3.            | نيكوديموس هولر    | ألمانيا          | Bike Aid                     | + 34 ث             |        |
| 4.            | Marlon Gaillard ‏  | فرنسا            | Vendée U                     | + 41 ث             |        |
| 5.            | كيريل بوزدنياكوف  | أذربيجان         | Synergy Baku Cycling Project | + 41 ث             |        |
| 6.            | فرانسيسكو مانسبو  | إسبانيا          | Skydive Dubai-Al Ahli        | + 46 ث             |        |
| 7.            | Louis Pijourlet ‏  | فرنسا            | CR4C Roanne                  | + 54 ث             |        |
| 8.            | Jokin Etxabe ‏     | إسبانيا          | Interpro Stradalli           | + 1 دقيقة 07 ث     |        |
| 9.            | صلاح الدين مرواني | المغرب           | المغرب                       | + 2 دقيقة 26 ث     |        |
| 10.           | سفيان هدي         | المغرب           | المغرب                       | + 2 دقيقة 26 ث     |        |

## التصنيف العام النهائي
| التصنيف العام | التصنيف العام    | التصنيف العام       | التصنيف العام                | التصنيف العام      |        |
| الدراج        | الدراج           | البلد               | الفريق                       | الوقت              | السرعة |
| ------------- | ---------------- | ------------------- | ---------------------------- | ------------------ | ------ |
| 1.            | David Rivière ‏   | فرنسا               | Vendée U                     | 40 س 04 دقيقة 35 ث |        |
| 2.            | أليكسي فيرمولين  | الولايات المتحدة    | لوتو إن إل-جامبو             | + 8 ث              |        |
| 3.            | نيكوديموس هولر   | ألمانيا             | Bike Aid                     | + 33 ث             |        |
| 4.            | Marlon Gaillard ‏ | فرنسا               | Vendée U                     | + 42 ث             |        |
| 5.            | كيريل بوزدنياكوف | أذربيجان            | Synergy Baku Cycling Project | + 42 ث             |        |
| 6.            | فرانسيسكو مانسبو | إسبانيا             | Skydive Dubai-Al Ahli        | + 47 ث             |        |
| 7.            | Louis Pijourlet ‏ | فرنسا               | CR4C Roanne                  | + 1 دقيقة 04 ث     |        |
| 8.            | Jokin Etxabe ‏    | إسبانيا             | Interpro Stradalli           | + 1 دقيقة 08 ث     |        |
| 9.            | دييغو ميلان      | جمهورية الدومينيكان | Inteja-Dominican             | + 2 دقيقة 26 ث     |        |
| 10.           | Florian Maitre ‏  | فرنسا               |                              |                    |        |

### تصنيف النقاط
| تصنيف النقاط | تصنيف النقاط      | تصنيف النقاط     | تصنيف النقاط               | تصنيف النقاط |        |
| الدراج       | الدراج            | البلد            | الفريق                     | النقاط       | السرعة |
| ------------ | ----------------- | ---------------- | -------------------------- | ------------ | ------ |
| 1.           | ياكوب ماريكزكو    | إيطاليا          | ويلير تريستينا-سيل إيطاليا | 114 نقطة     |        |
| 2.           | Lucas Carstensen ‏ | ألمانيا          | Bike Aid                   | 58 نقطة      |        |
| 3.           | Clément Orceau ‏   | فرنسا            | Vendée U                   | 48 نقطة      |        |
| 4.           | Marco Coledan ‏    | إيطاليا          | ويلير تريستينا-سيل إيطاليا | 47 نقطة      |        |
| 5.           | Jacob Tipper ‏     | المملكة المتحدة  | Memil                      | 40 نقطة      |        |
| 6.           | يوسف رجويجوي      | الجزائر          | Sovac-Natura4Ever          | 37 نقطة      |        |
| 7.           | أليكسي فيرمولين   | الولايات المتحدة | لوتو إن إل-جامبو           | 27 نقطة      |        |
| 8.           | نيكوديموس هولر    | ألمانيا          | Bike Aid                   | 24 نقطة      |        |
| 9.           | Louis Pijourlet ‏  | فرنسا            | CR4C Roanne                | 23 نقطة      |        |
| 10.          | Ali Nouisri ‏      | تونس             | تونس                       | 18 نقطة      |        |

### تصنيف الجبال
| تصنيف الجبال | تصنيف الجبال      | تصنيف الجبال     | تصنيف الجبال                 | تصنيف الجبال |        |
| الدراج       | الدراج            | البلد            | الفريق                       | الوقت        | السرعة |
| ------------ | ----------------- | ---------------- | ---------------------------- | ------------ | ------ |
| 1.           | Florian Maitre ‏   | فرنسا            |                              |              |        |
| 2.           | Samir Jabrayilov ‏ | أذربيجان         | Synergy Baku Cycling Project | 24 نقطة      |        |
| 3.           | Patrik Tybor ‏     | سلوفاكيا         | Dukla Banská Bystrica        | 23 نقطة      |        |
| 4.           | أليكسي فيرمولين   | الولايات المتحدة | لوتو إن إل-جامبو             | 18 نقطة      |        |
| 5.           | Marek Čanecký ‏    | سلوفاكيا         | My Bike-Stevens              | 18 نقطة      |        |
| 6.           | Pierre Moncorgé ‏  | فرنسا            | Memil                        | 16 نقطة      |        |
| 7.           | Marlon Gaillard ‏  | فرنسا            | Vendée U                     | 15 نقطة      |        |
| 8.           | Csaba Pályi ‏      | المجر            |                              |              |        |
| 9.           | Ben Hetherington ‏ | المملكة المتحدة  | Memil                        | 14 نقطة      |        |
| 10.          | كيريل بوزدنياكوف  | أذربيجان         | Synergy Baku Cycling Project | 12 نقطة      |        |

## تصنيف الفرق

### الفرق حسب الوقت
| تصنيف الفرق حسب الوقت | تصنيف الفرق حسب الوقت        | تصنيف الفرق حسب الوقت | تصنيف الفرق حسب الوقت |        |
| الفريق                | الفريق                       | البلد                 | الوقت                 | السرعة |
| --------------------- | ---------------------------- | --------------------- | --------------------- | ------ |
| 1.                    | Vendée U                     | فرنسا                 | 120 س 15 دقيقة 04 ث   |        |
| 2.                    | Interpro Stradalli           | اليابان               | + 36 دقيقة 21 ث       |        |
| 3.                    | Inteja-Dominican             | جمهورية الدومينيكان   | + 37 دقيقة 56 ث       |        |
| 4.                    | Dukla Banská Bystrica        | سلوفاكيا              | + 47 دقيقة 46 ث       |        |
| 5.                    | Bike Aid                     | ألمانيا               | + 48 دقيقة 05 ث       |        |
| 6.                    | Synergy Baku Cycling Project | أذربيجان              | + 54 دقيقة 51 ث       |        |
| 7.                    | ويلير تريستينا-سيل إيطاليا   | إيطاليا               | + 1 س 14 دقيقة 54 ث   |        |
| 8.                    | Sovac-Natura4Ever            | الجزائر               | + 1 س 18 دقيقة 58 ث   |        |
| 9.                    | Équipe nationale de Russie   | روسيا                 | + 1 س 29 دقيقة 12 ث   |        |

## تصانيف فرعية

### تصنيف أفضل عداء
| تصنيف أفضل عداء | تصنيف أفضل عداء  | تصنيف أفضل عداء     | تصنيف أفضل عداء       | تصنيف أفضل عداء |        |
| الدراج          | الدراج           | البلد               | الفريق                | الوقت           | السرعة |
| --------------- | ---------------- | ------------------- | --------------------- | --------------- | ------ |
| 1.              | Patrik Tybor ‏    | سلوفاكيا            | Dukla Banská Bystrica | 22 نقطة         |        |
| 2.              | دييغو ميلان      | جمهورية الدومينيكان | Inteja-Dominican      | 12 نقطة         |        |
| 3.              | Florian Maitre ‏  | فرنسا               |                       |                 |        |
| 4.              | Marlon Gaillard ‏ | فرنسا               | Vendée U              | 8 نقطة          |        |
| 5.              | نيكوديموس هولر   | ألمانيا             | Bike Aid              | 7 نقطة          |        |
| 6.              | Clément Orceau ‏  | فرنسا               | Vendée U              | 6 نقطة          |        |
| 7.              | Óscar Fabregat ‏  | إسبانيا             |                       |                 |        |
| 8.              | Pierre Moncorgé ‏ | فرنسا               | Memil                 | 6 نقطة          |        |
| 9.              | Javier Valero ‏   | إسبانيا             | Dare Gaviota          | 5 نقطة          |        |
| 10.             | David Rivière ‏   | فرنسا               | Vendée U              | 4 نقطة          |        |

### تصنيف أفضل شاب
| تصنيف أفضل شاب | تصنيف أفضل شاب      | تصنيف أفضل شاب | تصنيف أفضل شاب | تصنيف أفضل شاب      |        |
| الدراج         | الدراج              | البلد          | الفريق         | الوقت               | السرعة |
| -------------- | ------------------- | -------------- | -------------- | ------------------- | ------ |
| 1.             | Marlon Gaillard ‏    | فرنسا          | Vendée U       | 40 س 05 دقيقة 17 ث  |        |
| 2.             | Florian Maitre ‏     | فرنسا          |                |                     |        |
| 3.             | اينزو برنارد        | فرنسا          | Vendée U       | + 2 دقيقة 15 ث      |        |
| 4.             | Bruno Araújo ‏       | أنغولا         |                |                     |        |
| 5.             | Vladislav Kulikov ‏  | روسيا          | روسيا          | + 30 دقيقة 11 ث     |        |
| 6.             | John Kariuki ‏       | كينيا          |                |                     |        |
| 7.             | Andrew Kimutai ‏     | كينيا          |                |                     |        |
| 8.             | Kirill Bochkov ‏     | روسيا          | روسيا          | + 1 س 15 دقيقة 36 ث |        |
| 9.             | Roland Minkó ‏       | المجر          |                |                     |        |
| 10.            | Bernardo Gonçalves ‏ | البرتغال       |                |                     |        |

## وصلات خارجية
- الموقع الرسمي
- طواف المغرب 2018 على موقع إحصائيات الدراجات الإحترافية (الإنجليزية)